# Davies Gilbert
Davies Gilbert (Penzance, 6 de março de 1767 – 24 de dezembro de 1839) foi um engenheiro, autor e político britânico. Foi eleito para a Royal Society em 17 de novembro de 1791 e serviu como Presidente da Royal Society de 1827 a 1830.